# Miguel Cabanellas
Miguel Cabanellas Ferrer (Cartagena, 1 de enero de 1872-Málaga, 14 de mayo de 1938) fue un general del Ejército español y uno de los líderes del golpe de Estado que desembocó en la guerra civil española.

## Biografía

### Inicios
Miguel Manuel Virgilio Joaquín Cabanellas Ferrer era hijo de Virgilio Cabanellas Tapia, en ese momento capitán de Infantería de Marina, y Clara Ferrer Rittwagen. Uno de sus hermanos, Virgilio, también realizaría la carrera militar y llegaría a ser general de división. Cursó su bachillerato como interno en las Escuelas Pías de Yecla, junto a sus hermanos Virgilio y Ángel, donde coincidió con "Azorín". Posteriormente ingresó en la Academia General Militar de Toledo. Ingresó en el ejército en el arma de caballería en 1889. Contrajo matrimonio el 24 de mayo de 1894 y pocos días después partió destinado a Cuba.

### Actuación en Cuba
Recibió su bautismo de fuego siendo segundo teniente de Caballería el 2 de noviembre de 1894. El 23 de agosto de 1895, ya teniente primero, sostiene un combate con tropa a su mando en la Sabana de San Serapio, recibiendo por su actuación la Medalla del Mérito Militar de primera clase. El 1 de diciembre de 1896 vuelve a intervenir en un combate en Tumba del Tesoro, por lo cual es nuevamente condecorado. Sobrevive después de contraer el llamado vómito negro (fiebre amarilla) y el 1 de octubre de 1897 asciende a capitán.

### Actuación en el protectorado español de Marruecos
Destinado a servir en el Protectorado de Marruecos, interviene en la conquista de Ait-Aixa, por lo cual es ascendido a comandante el 1 de julio de 1909 y recibe una Cruz con distintivo rojo del Mérito Militar y una María Cristina de primera clase. En 1910 propuso la creación de un cuerpo de voluntarios del Rif, primeras unidades de regulares (tropas marroquíes encuadradas en el Ejército Español). Estas primeras unidades participaron con éxito en la defensa de Melilla y Larache.
El 15 de mayo de 1911 comenzó en los Llanos de Garet una operación del ejército español en la cual, junto con tropas de esa nacionalidad, intervenían tres escuadrones de regulares al mando de Cabanellas, obteniendo este a raíz de su actuación el ascenso al grado superior.
En los meses de julio y agosto de 1921 las tropas españolas sufren sucesivas derrotas en el Rif y son obligadas a evacuar posiciones con graves pérdidas produciéndose el llamado Desastre de Annual. El avance de los moros en Monte Arruit hace temer que puedan apoderarse de Melilla, lo que produce la huida de muchos de sus pobladores. En septiembre comienza una ofensiva española en la que participa Cabanellas al mando de una de las columnas, que continúa hasta el mes de diciembre y en cuyo curso son reconquistados Arruit y Zeluán.
Las graves carencias del ejército español en Marruecos hacen que muchos de sus oficiales (Cabanellas, Francisco Franco, José Millán Astray y Emilio Mola entre ellos) critiquen fuertemente a las Juntas de Defensa, que eran organismos integrados por oficiales que tenían una decisiva intervención en la conducción de las fuerzas armadas, lo que ocasiona que el ya general de brigada Cabanellas sea encausado y se intente relevarle del mando.

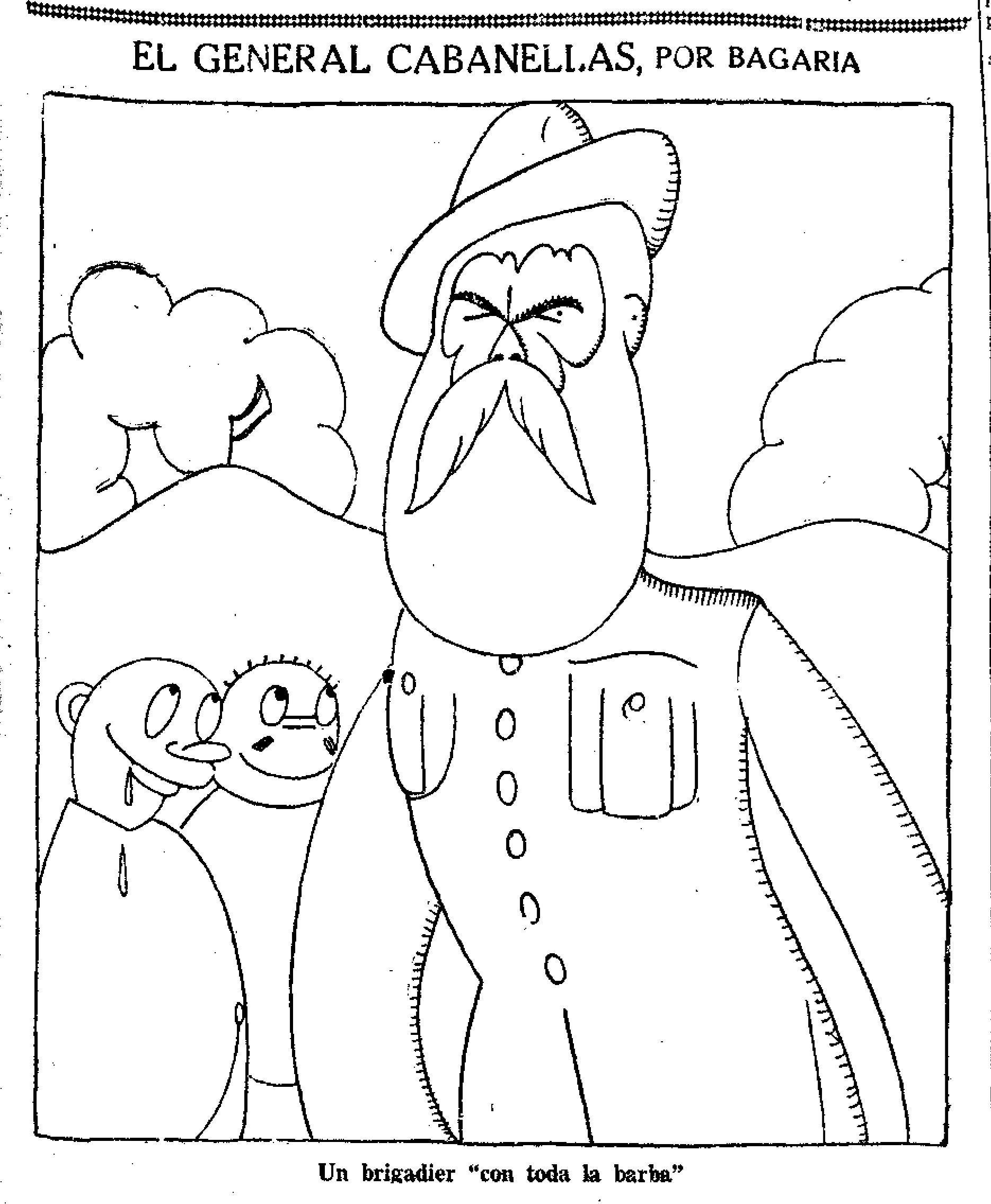
Cabanellas en una caricatura de Bagaría (El Sol, noviembre de 1921)

Efectivamente, el 18 de noviembre de 1921, le fue abierta una instrucción sumaria por acusaciones e injurias agravadas por su publicidad, debido a una carta que publicaron los periódicos, en la que decía que «los presidentes de las Juntas de Defensa, eran los primeros responsables de las horrenda catástrofe acaecida en Melilla, por ocuparse solo en cominerías, por desprestigiar el mando y asaltar el presupuesto, sin ocuparse del material y por no aumentar la eficacia de las unidades»
En enero de 1922 un decreto del gobierno limita las funciones de las Juntas a un carácter informativo y en noviembre no solamente son disueltas sino que además se prohíbe para el futuro las asociaciones de militares.
Cabanellas permanece en África hasta el 13 de mayo de 1922, cuando regresa a la España peninsular.

### La dictadura de Primo de Rivera
A fines de mayo de 1924 es ascendido a general de división y un mes después es enviado a Menorca como gobernador militar. Su ideología liberal y republicana le llevó a enfrentarse con la dictadura de Primo de Rivera. Como consecuencia de este enfrentamiento, el 26 de julio de 1926 fue depuesto de ese cargo pasando a la reserva.
Miguel Cabanellas se dedicó a alentar cualquier conspiración dirigida contra la dictadura y en particular se unió al fracasado complot encabezado por José Sánchez Guerra en 1929 por lo cual estuvo detenido algunos días.
Mientras conspiraba contra la monarquía con el general Gonzalo Queipo de Llano y el comandante Ramón Franco, el 12 de diciembre de 1930 estalla la sublevación de Jaca en la que participan dos de sus hijos. La sublevación fracasa y sus cabecillas, los capitanes Fermín Galán y Ángel García Hernández son fusilados.

### La Segunda República
El 14 de abril de 1931 se proclama la República y debido a su apoyo a la causa republicana, el 17 de abril de 1931 el Gobierno Provisional nombra a Cabanellas capitán general de la II Región Militar (Andalucía), donde en forma inmediata declara el estado de guerra en razón de los desórdenes que estaban ocurriendo, medida que repetirá el 12 de mayo del mismo año. Posteriormente, fue nombrado jefe del Ejército en Marruecos y en 1932 sustituyó a José Sanjurjo como director general de la Guardia Civil, cargo del que cesa el 15 de agosto de 1932.
Durante el bienio radical-cedista (1933-1936), con un gobierno conservador, fue diputado electo a Cortes en Jaén por el Partido Republicano Radical de Alejandro Lerroux. Allí es designado presidente de la Comisión de Guerra, pero renunció a raíz de su nombramiento como inspector general de Carabineros, en lo cual influyeron sus ideas republicanas y su afiliación a la masonería. Posteriormente, pasa al cargo de inspector general de la Guardia Civil y luego al de jefe de la V División Orgánica (Zaragoza).

### Golpe de Estado de 1936 y Guerra Civil

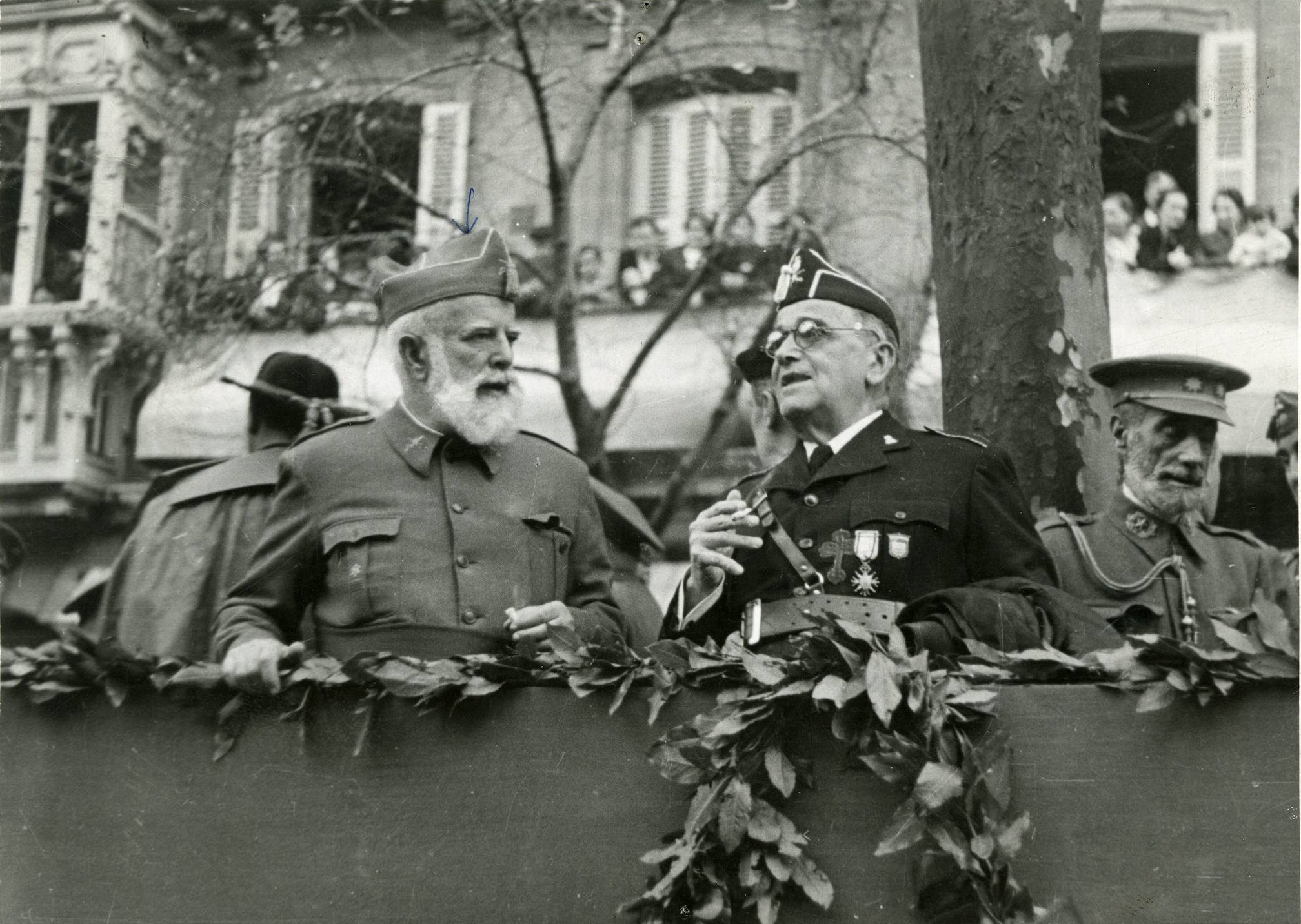
El General Cabanellas junto a otros militares en el desfile militar de San Sebastián, c. 1938

Existen opiniones contradictorias respecto de la participación de Cabanellas, que seguía al mando de la V División Orgánica, en la conspiración que culminó con el golpe de Estado del 17 y 18 de julio de 1936 contra el gobierno de la República, denominado por la propaganda franquista posterior Alzamiento Nacional.
Algunos sostienen que se adhirió al levantamiento nada más iniciarse, en tanto otros afirman que tuvo participación previa en su preparación. Según estos últimos, el general Queipo de Llano, que participaba en la conspiración junto con el general Mola y otros oficiales, envió al teniente coronel de Ingenieros Rafael Fernández a requerirle que colaborara en ella. Como la respuesta fue afirmativa se convino luego una reunión con el general Mola que se realizó el 7 de junio de 1936 en Murillo de las Limas; en el proyecto de Mola figuraba como futuro ministro de Guerra.
Al iniciarse la sublevación dispuso el despliegue de tropas en lugares estratégicos de Zaragoza y la detención de 360 dirigentes de los partidos del Frente Popular, incluyendo al gobernador civil, así como del enviado gubernamental general Miguel Núñez de Prado. Emitió un bando declarando el estado de guerra y ratificando sus ideas republicanas.
Los conspiradores habían previsto que para dirigir el movimiento se constituyera un Directorio Militar presidido por el general José Sanjurjo, pero este muere el 20 de julio de 1936 en un accidente de aviación, por lo que acuerdan formar la Junta de Defensa Nacional, que sería el órgano supremo de los sublevados, por acta del 24 de julio de 1936, en la cual además se designa como su presidente a Cabanellas que en ese momento era el general de división más antiguo entre los sublevados. Esta presidencia tuvo un carácter casi simbólico con escaso poder real y, de hecho, el nombramiento le apartó del mando efectivo de las tropas.
Dos semanas después firmó un decreto por el cual la bandera tricolor (roja, amarilla y morada) establecida por la Segunda República Española fue reemplazada por la bicolor (roja y amarilla) que fuera introducida en España por Carlos III.
El 21 de septiembre de 1936 se realizó en Salamanca una reunión en la que la Junta debía tratar acerca del establecimiento de un mando militar único que evitara fricciones como las producidas en los dos meses transcurridos, lo cual fue aprobado con la oposición de Cabanellas. A continuación se votó la designación y es elegido Francisco Franco (que había estado a sus órdenes en África) como generalísimo, manifestando Cabanellas, que se abstenía de votar dada su posición contraria a la medida: «Ustedes no saben lo que han hecho» —dijo el general a sus colegas que entronizaron a Franco como mando militar supremo— «porque no le conocen como yo, que lo tuve a mis órdenes en el ejército de África, como jefe de una de las unidades de la columna a mi mando... Si ustedes le dan España, va a creerse que es suya y no dejará que nadie lo sustituya en la guerra o después de ella, hasta su muerte».
Algunos autores especulan que no tuvo mando de tropas por su pertenencia a la masonería; sin embargo, otros sostienen que con ello Franco quería restarle todo poder. La primera medida de Franco fue apartar a Cabanellas de todo poder real nombrándolo inspector general del Ejército, cargo que desempeñó hasta su fallecimiento en 1938. Inmediatamente tras su muerte, Franco ordenó la requisa de todos sus documentos.

### Muerte
El 12 de mayo de 1938 se publica en la prensa que el general Cabanellas está gravemente enfermo. El general, que se hallaba pasando unos días en Málaga con los marqueses de Larios, padecía una congestión cerebral.

### Guillermo Cabanellas
Uno de sus hijos, Guillermo Cabanellas, había participado en la sublevación de Jaca y en los movimientos populares que habían conducido unos años antes a la proclamación de la Segunda República Española. En 1936 fue candidato a diputado por el Partido Socialista Español. Cuando en julio de 1936 se constituyó la Junta de Defensa Nacional y su padre el general Cabanellas asumió su presidencia, esto no impidió que comenzaran persecuciones y amenazas de partidarios de los sublevados contra su hijo, lo que se agravó al asumir Francisco Franco la Jefatura del Estado. Viendo peligrar su vida, Guillermo Cabanellas escapó con su esposa a Francia a comienzos de mayo de 1937 y de allí viajaron primero a Uruguay, después a Paraguay y posteriormente a la República Argentina, donde fijaron su residencia. Durante su exilio, Guillermo Cabanellas, además de realizar una intensa labor como docente, abogado y editor, escribió dos libros sobre la guerra civil española: La guerra de los mil días, en dos volúmenes y Cuatro generales.

## Imputación póstuma por presuntos crímenes
En 2008, fue uno de los treinta y cinco altos cargos del franquismo imputados por la Audiencia Nacional en el sumario instruido por Baltasar Garzón por los presuntos delitos de detención ilegal y crímenes contra la humanidad que habrían sido cometidos durante la guerra civil española y los primeros años del régimen de Franco. El juez declaró extinguida la presunta responsabilidad criminal de Cabanellas cuando recibió constancia fehaciente de su fallecimiento, acaecido setenta años antes. La instrucción de la causa fue polémica y Garzón llegó a ser acusado de prevaricación, juzgado y absuelto por el Tribunal Supremo, que no obstante declaró que la instrucción de la causa contra los fallecidos altos cargos del franquismo había sido un error.